# União das Freguesias de Montalegre e Padroso
Die União das Freguesias de Montalegre e Padroso ist eine portugiesische Gemeinde (Freguesia) im Kreis (Concelho) Montalegre im Norden Portugals.

## Geschichte
Die Gemeinde entstand im Zuge der Gebietsreform vom 29. September 2013 durch die Zusammenlegung der ehemaligen Gemeinden Montalegre und Padroso.
Montalegre wurde Sitz der neuen Verwaltung.

## Demographie
| Freguesia | Freguesia            | Freguesia | Freguesia       | ehemalige Freguesias | ehemalige Freguesias | ehemalige Freguesias | ehemalige Freguesias |
| --------- | -------------------- | --------- | --------------- | -------------------- | -------------------- | -------------------- | -------------------- |
| Wappen    | Freguesia            | Einwohner | Fläche in (km²) | Wappen               | Freguesia            | Einwohner            | Fläche in (km²)      |
|           | Montalegre e Padroso | 1772      | 32,15           |                      | Montalegre           | 1819                 | 19,8                 |
|           | Montalegre e Padroso | 1772      | 32,15           | Padroso              | 106                  | 12,34                |                      |